# Basketbal op de Aziatische Indoorspelen
Basketbal is een van de sporten die worden beoefend tijdens de Aziatische Indoorspelen. Het staat sinds de Aziatische Indoorspelen in Macau op het programma. Er wordt gespeeld in een partijvorm van drie tegen drie.
| Onderdeel                | Goud     | Zilver        | Brons        |
| 2007 Basketbal           | Iran     | China         | Hongkong     |
| 2009 Basketbal           | Iran     | Saoedi-Arabië | Thailand     |
| 2017 Basketbal (mannen)  | Qatar    | Irak          | Mongolië     |
| 2017 Basketbal (vrouwen) | Thailand | Oezbekistan   | Turkmenistan |